# Ptolemaeus (Mauretanien)

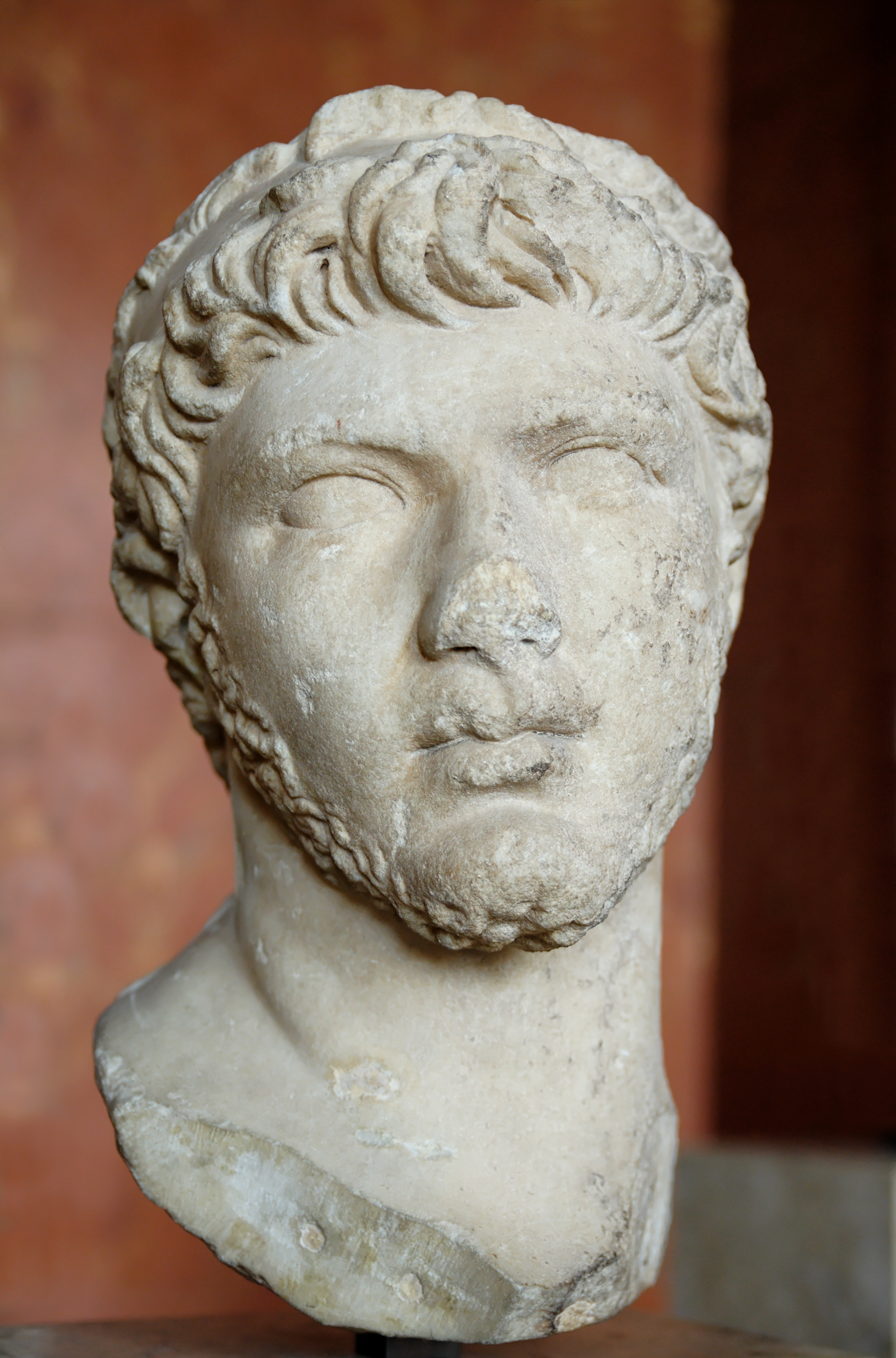
Büste des Ptolemaeus im Louvre

Ptolemaeus bzw. Ptolemaios (* um 10 v. Chr.; † 40 n. Chr. in Rom) war von 23 bis 40 n. Chr. der letzte König von Mauretanien.

## Biografie
Ptolemaeus war der Sohn Jubas II. und der Kleopatra Selene und somit ein Enkel des Marcus Antonius und der Kleopatra VII. Damit war er auch ein Vetter des Kaisers Caligula (regierte 37–41). Er und seine Schwester Drusilla wurden in Rom erzogen. Nachdem er zwei Jahre lang Mitregent seines Vaters gewesen war, wurde er nach dessen Tod im Jahr 23 König von Mauretanien. Zusammen mit dem römischen Politiker und Feldherren Publius Cornelius Dolabella besiegte er die Garamanten und Tacfarinas, der einen Guerillakrieg numidischer und mauretanischer Stämme gegen Rom führte, und wurde dafür mit den Triumphalinsignien geehrt. Er war der letzte herrschende Ptolemäer.
Über das Ende des Ptolemaios wird unterschiedlich berichtet. Laut Cassius Dio ließ ihn Caligula im Jahr 40 ermorden, um in den Besitz seines Reichtums und seines Reiches zu gelangen. Nach einer Notiz des Sueton soll Ptolemaios jedoch bei einem Besuch in Rom von Caligula hingerichtet worden sein, da der mauretanische Herrscher einen purpurnen Mantel – eine abolla – getragen habe, was beim Kaiser Neid hervorgerufen haben soll. Allerdings war eine abolla eine bekannte Tracht eines hellenistisch geprägten Königs. Vielmehr provozierte wohl die Farbe Purpur den kaiserlichen Rang des Caligula, verstärkt durch die vorher ablaufende Verschwörung des Gaetulicus und Lepidus, in der auch Familienmitglieder des Kaisers involviert waren.
Sein Königreich wurde in zwei römische Provinzen aufgeteilt: Mauretania Tingitana und Mauretania Caesariensis.